# Canna
Canna (schottisch-gälisch Canaigh) ist die westlichste der „Kleinen Inseln“, die Bestandteil der schottischen Inneren Hebriden in den Highlands sind. Sie ist 7 Kilometer lang. Die Insel gehört dem National Trust for Scotland, der sie als eine Farm betreibt. 2011 lebten zwölf Personen auf Canna. Die Bevölkerung ist überwiegend römisch-katholisch.
Canna ist bekannt für seine zahlreichen Vogelarten, darunter der Atlantiksturmtaucher und der Papageitaucher.
Der höchste Punkt der Insel ist der Càrn a’ Ghaill mit 211 Metern; er liegt im östlichen Teil Cannas. Benachbarte Inseln sind Haiskeir of Canna und Sanday.
Fähren zu der Insel kommen vom Festlandshafen Mallaig und fahren weiter nach Rùm, Eigg und Muck.
Bis zum 11. November 2006 lief eine Aktion zur Anwerbung neuer Inselbewohner. Canna hatte einst rund 300 Einwohner.

## Geschichte

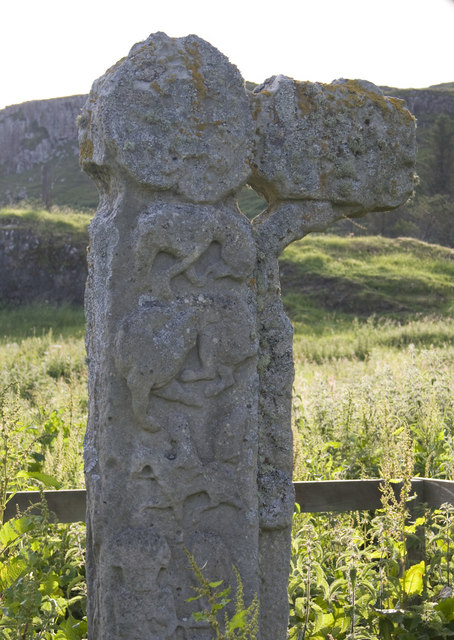
Keltenkreuz von Canna

Uaigh Righ Lochlainn und Beinn Tighe sind vorzeitliche Plätze auf der Insel.
1938 wurde die Insel von John Lorne Campbell (1906–1996), einem schottischen Historiker und Schriftsteller, erworben. Er vermachte die Insel 1981 dem National Trust for Scotland zusammen mit seinen bedeutenden Archiven in Canna House über schottisch-gälische Lieder und Dichtung, vielen historischen Fotos, Manuskripten und Sprachaufnahmen. Campbell lebte weiterhin in Canna House (eines der zwei großen Häuser der Insel) bis zu seinem Tod. Seine Frau Margaret Fay Shaw, eine amerikanische Musikerin, führte seine Arbeit bis zu ihrem Tod im Jahr 2004 im Alter von 101 Jahren fort. In Zusammenarbeit mit dem Hebridean Trust sollen diese Archive der Öffentlichkeit zugänglich gemacht werden.
2012 wurde auf Canna ein sogenannter Cursing Stone (Fluchstein), der Oberstein des Bullaun am Kreuz von Canna, entdeckt. Auf seiner Oberseite ist ein einfaches griechisches Kreuz eingeritzt.
2024 betrug die Besucherzahl etwa 1.800 Personen.

## Tierwelt
Die Hausratte bedrohte die Vogelwelt, vor allem aber die endemische Canna-Maus. Durch die zunehmend wärmeren Winter hatten sie sich stark vermehrt.
2005 fingen Beauftragte des National Trust for Scotland und der Royal Zoological Society 150 Ratten und verbrachten sie in den Zoo von Edinburgh. Danach wurden über 4200 Fallen aufgestellt, die im Abstand zwischen 50 und 90 Metern das gesamte Innere der Insel abdeckten; außerdem wurden Rattenfänger aus Neuseeland auf die Insel gebracht. Die letzte Ratte wurde im Frühjahr 2006 gesichtet, am 7. Juni 2008 wurde die Insel durch den schottischen Umweltminister Michael Russell offiziell für rattenfrei erklärt. Der Naturschutz-Berater des National Trusts, Richard Luxmore, wollte jedoch zwei weitere Jahre abwarten, um sich dieser Ansicht anschließen zu können. Das Projekt kostete fast 500.000 Pfund Sterling.
Nachdem das Rattenproblem gelöst wurde, leidet die Insel seit den 2010er Jahren unter den Folgen einer sehr großen Kaninchenpopulation. Die Tiere fressen Nutztieren, wie Rindern und Schafen, die Nahrung weg und verursachen diverse Flurschäden. Durch Fallen, Köder und Jagd soll die Population nun auf eine verträgliche Größe reduziert werden.